# 泉佐野市立上之郷小学校
泉佐野市立上之郷小学校（いずみさのしりつ かみのごうしょうがっこう）は、大阪府泉佐野市にある公立小学校である。2012年（平成24年）現在の児童数は237名である。

## 沿革
- 1874年（明治6年） - 泉州28番小学校創立。
- 1884年（明治16年） - 公立上之郷小学校と改称。
- 1941年（昭和16年） - 上之郷国民学校と改称。
- 1947年（昭和22年） - 上之郷村立小学校と改称。
- 1954年（昭和29年） - 泉佐野市立上之郷小学校と改称。